# Santa Fe (Texas)
Santa Fe es una ciudad ubicada en el condado de Galveston en el estado estadounidense de Texas. En el Censo de 2010 tenía una población de 12222 habitantes y una densidad poblacional de 272,3 personas por km².

## Geografía
Santa Fe se encuentra ubicada en las coordenadas 29°23′15″N 95°6′5″O / 29.38750, -95.10139. Según la Oficina del Censo de los Estados Unidos, Santa Fe tiene una superficie total de 44.88 km², de la cual 44.39 km² corresponden a tierra firme y (1.1%) 0.49 km² es agua.

## Demografía
Según el censo de 2010, había 12222 personas residiendo en Santa Fe. La densidad de población era de 272,3 hab./km². De los 12222 habitantes, Santa Fe estaba compuesto por el 93.81% blancos, el 0.38% eran afroamericanos, el 0.47% eran amerindios, el 0.49% eran asiáticos, el 0.09% eran isleños del Pacífico, el 3.26% eran de otras razas y el 1.5% pertenecían a dos o más razas. Del total de la población el 11.55% eran hispanos o latinos de cualquier raza.